# Lillie Devereux Blake
Lillie Devereux Blake   (Raleigh, 12 d'agost de 1833 - Englewood, 30 de desembre de 1913) registrada com a Sarah Johnson, fou una escriptora, assagista i sufragista estatunidenca. Nascuda a Carolina del Nord, s'estrenà com a escriptora el 1859 i s'hi hagué de dedicar per a sostenir la seua família. A partir de la dècada del 1870 participà en el moviment pel sufragi femení. Hi va contribuir amb els seus escrits. Fundà la Lliga Nacional Legislativa, que promovia la igualtat de drets de les dones al seu país.

## Biografia
Era  filla de George Pollock Devereux, hereu de la plantació Runiroi, a Carolina del Nord, i de Sarah Elizabeth Johnson. La seua família visqué a la plantació, al comtat de Bertie, fins al 1837, any en què va morir el seu pare. Va prendre el nom de Lillie per ell, que l'anomenava Lily (lliri) perquè tenia la pell pàl·lida. La família va vendre la plantació i es traslladà a New Haven (Connecticut).
Estudià, juntament amb la seua germana, en l'escola de les senyoretes Agthorp, on aprengué música, ball i dibuix. Després feu cursos de batxillerat impartits per professors de la Universitat Yale. Fou llavors quan començà a rebutjar el paper que se li donava a les dones en la societat. Lillie viatjà per Saratoga, Niàgara, West Point, Nova Orleans, l'Havana i Filadèlfia, on va conéixer el que seria el seu primer espòs, l'advocat Frank Geoffrey Quay Umstead. Es casaren al 1855.

## Carrera com a escriptora
Quan va tenir la primera filla, el 1857, confinada en els quefers domèstics, començà a escriure com a passatemps. Publicà petites històries per al Harper's Weekly i la primera novel·la, Southworld, el 1859. El seu espòs va morir en aquest mateix any, probablement per suïcidi; i Lillie s'hagué de dedicar a escriure per sostenir la seua família.
Va escriure per a diferents diaris, com ara el Nova York Leader i el Sunday Times amb pseudònim. El 1861 es traslladà a Washington, DC, com a corresponsal, durant la Guerra Civil, pel Nova York Evening Post, el Nova York World i el Philadelphia Post. A la fi de la dècada del 1860 Lillie ja tenia prestigi com a escriptora.
El 1866 es casà amb Grinfill Blake, un comerciant novaiorqués, però continuà mantenint-se per si mateixa amb els seus escrits. En la dècada de 1880, la seua obra constava de més de 500 històries, articles i discursos, a més de cinc novel·les.
En les seues històries apareixen interessants debats sobre la condició social de les dones, la moral de l'època i els efectes de la industrialització. En general, advoca per la lliure determinació de les dones: els seus personatges lluiten contra els matrimonis arreglats o el control dels hòmens en la relació matrimonial.

## Activista per la igualtat de les dones

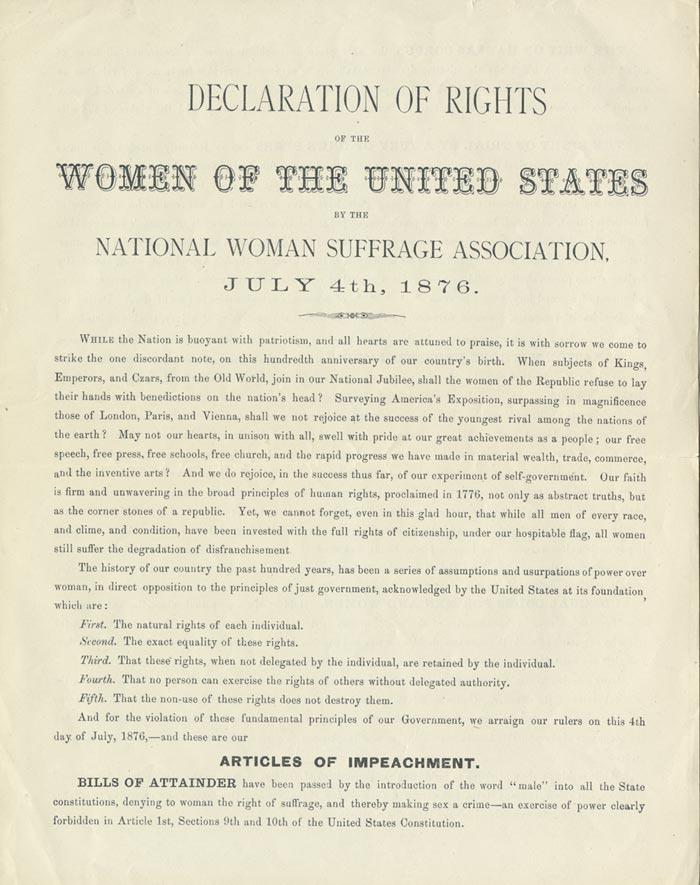
Declaració dels drets de les dones dels Estats Units (1876), presentat per la NAWSA, en què participà Lillie Blake

Al 1869 Lillie participà en el moviment sufragista. Visità l'oficina central del moviment a Nova York, on va conèixer Elizabeth Stanton. De llavors ençà, preparà convencions, lluità davant els comitès de la Cambra de Representants i del Senat, a més a més de fer extenses gires de conferències. Va dirigir campanyes per a aconseguir pensions a les infermeres que havien participat en la Guerra Civil, per la inclusió de les dones en llocs directius d'organitzacions de tota mena, com el servei civil, la policia o les institucions educatives. També lluità perquè les dones tinguessen la custòdia conjunta dels seus fills i filles. El 1876 signà la Declaració de drets de les dones dels Estats Units, amb motiu del centenari de la declaració d'independència. Preocupada per l'educació de les dones, fou una de les més actives promotores de la creació del Barnard College (universitari), fundat al 1889.
Mantingué un debat amb el sacerdot episcopalista Morgan Dix, que sostenia que la inferioritat de la dona es manifestava en la Bíblia. Lillie Blake va contribuir a la creació de la Bíblia de la dona, una crítica a la Bíblia i a la història eclesiàstica, publicada al 1895, malament rebuda pels sectors religiosos.
Va estar molt involucrada en la National American Women Suffrage Association (NAWSA). El 1900 va intentar succeir Susan B. Anthony com a presidenta, però fou derrotada per Carrie Chapman Catt. Les desavinences amb Anthony i les seues seguidores, respecte a la igualtat de les dones, la van portar a fundar la Lliga Nacional Legislativa. La postura de Blake era que hòmens i dones comparteixen una mateixa naturalesa i els rols de gènere són apresos, mentre que la postura d'Anthony era emfasitzar la naturalesa única de les dones, entre les qualitats de la qual hi havia una innata autoritat moral.
El 1907, per mitjà d'un reconeixement, obtingué mil dòlars amb què va viatjar a Europa i es trobà amb dirigents del moviment sufragista a Londres. En aquestes dates la salut se li va ressentir, va deixar d'escriure i es retirà de la vida pública fins a la seua mort, al 1913.

## Genealogia
Per línia paterna, Lillie Devereux Blake era descendent del governador colonial de Carolina del Nord, Thomas Pollock (1654-1722), i per això el seu pare era hereu de la plantació del riu Roanoke.
Les seues dues filles les va tenir amb Frank G. Q. Umsted:
- Elizabeth Devereux Blake (1857-?)
- Katherine Devereux Blake (1858-1950): activista per la igualtat de drets, pacifista, professora i dirigent de l'Associació Nacional per l'Educació.[5]

## Obres

### Novel·les
- Southwold (1859)
- Rockford; or Sunshine and Storm (1862)
- Zoe (1866)
- Forced Vows; or A Revengeful Woman's (1870)
- Fettered For Life or Lord and Màster (1874)
- A Daring Experiment and Other Stories (1892)

Novel·les escrites per al Nova York Mercury
- The Orphan
- The Mystery of Maple Cottage
- Ireton Standhis; or The False Kinsman (1867)

### Escrits de ficció en periòdics
| - My Last Conquest (1857) - A Tragedy of the Mammoth Cave (1858) - John Owen's Appeal (1860) - A Lonely House (1861) - A Wild Night Ride (1862) - The Rescued Fugitives (1862) - Carrying False Colors (1862) - A Romance of the Battle of Fair Oaks (1862) - A Midsummer Sail (1862) | - Life on the Mountains (1862) - The Slave's Revenge (1862) - My Cruise in the Dream (1862) - Brothers by Birth-Foes in the Field (1863) - Short Through the Heart: A Tragedy of Fredericsburgh (1863) - The Tenant of the Stone House (1863) - A Visit to a Fortuneteller (1864) - In Prison (1865) - The Dead Letter (1865) | - A Clap of Thunder (1866) - Found Drowned (1867) - Who Won the Prize (1871) - Ten Years' Devotion (1875) - The Vereran's Last Parade (1882) - Tessies's Merry Christmas (1883) - Lost in a Blizzard (1893) - Roses and Death (1898) |

### Poesia
- Despair (1858)
- A Coquette's Retrospection (1863)
- Reparation (1871)
- Love and Death (1873)
- The Sea People (1875)

### Assaigs
| - The Social Condition of Woman (1863) - Work for Lady Orators (1871) - The Case of Susan B. Anthony (1873) - When Women Grow Old (1874) - A Spreaker's Fright (1876) - Jailoress Jones (1876) - Silver Lake (1878) - Kate Southern (1878) - Kate Cobb's Fate (1879) - The Fables (pamflet) (1879) - The Women of Utah (1879) | - Woman's Plea for Woman: MRs. Blake on Men's Jokes at Women's Expense (1879) - Our Indian Policy (1879) - Needed Reforms: Seats for Shop Girls (1882) - Woman's Conjugal Rights (1882) - Police Matrons (1882) - Dr. Hammond's Estimate of Woman (1883) - Ladies in the White House (1885) - Notes and Comments (1886) - O.S. Grant (1886) - Are Women Fairly Paid (1886) - Martha Washington and Other Notable Women of the Revolutionary Period (1889) | - Legislative Advice (1895) - Forgotten Belles (1898) - Memory of the Civil War (1898) - Reminiscences (1899) - Objects to Prizefighting (1899) - Brutality (1899) - Co-Education (1899) - Looking Backward to Two Christmas Days of Long Ago (1904) - The Office of the Father (1904) - The Duties of the Father (1905) |

Fonts: